# گیجوییه
گیجوییه، روستایی از توابع بخش مرکزی شهرستان ارزوئیه شهرستان ارزوئیه در استان کرمان ایران است.

## جمعیت
این روستا در بخش دهسرد قرار دارد و براساس سرشماری مرکز آمار ایران در سال ۱۳۸۵، جمعیت آن ۲۲۲ نفر (۵۱خانوار) بوده‌است.